# 守山自衛隊前駅
守山自衛隊前駅（もりやまじえいたいまええき）は、愛知県名古屋市守山区廿軒家にある名古屋鉄道（名鉄）瀬戸線の駅である。駅番号はST08。駅名は近くにある陸上自衛隊守山駐屯地に由来する。

## 歴史
陸軍歩兵第33聯隊の駐屯地が近かったことから聯隊前駅として開業。太平洋戦争直前には軍事施設の所在地を分かりにくくする防諜上の理由から、所在地の地名をとって二十軒家駅に改称された。戦後は守山の町制・市制施行に合わせて守山町駅、守山市駅と2度改称。1963年（昭和38年）の守山市と名古屋市との合併後の1966年（昭和41年）3月15日 からは現在の駅名となっている。
1978年（昭和53年）の栄町乗入れ以前は準急が停車している。
1983年（昭和58年）に駅舎を改良し、構内踏切が廃され跨線橋が設置されたほか、駐輪場や店舗が整備された。
2006年（平成18年）8月3日、トランパス対応を含む駅集中管理システム導入のため施設が改良されるとともに無人化された。

### 年表
- 1905年（明治38年）4月2日 - 瀬戸自動鉄道（のちに瀬戸電気鉄道）の聯隊前駅として開業する。
- 1939年（昭和14年）9月1日 - 名古屋鉄道に合併され、同社の駅となる。
- 1941年（昭和16年）2月10日 - 二十軒家駅に改称する。
- 1946年（昭和21年）6月1日 - 守山町駅に改称する。
- 1955年（昭和30年）2月1日 - 守山市駅に改称する。
- 1966年（昭和41年）3月15日 - 守山自衛隊前駅に改称する。
- 1983年（昭和58年）3月24日 - 現駅舎の供用を開始する[3]。
- 2006年（平成18年）8月3日 - 駅集中管理システム導入により無人化される。
- 2011年（平成23年）2月11日 - 当駅における、ICカード乗車券「manaca」の供用を開始する。
- 2012年（平成24年）2月29日 - この日限りでトランパスの供用を終了する。

## 駅構造
相対式2面2線ホームの地上駅である。
駅集中管理システムによる無人駅となっており、管理は大曽根駅が担当している。
駅舎は2番線に面した2階建てで、皮膚科と薬局がテナントとして入っている。1番線へは跨線橋で連絡している。改札口は駅舎2階の1ヶ所のみ。エレベーターやエスカレーターは設置されていない。
| 番線 | 路線      | 方向 | 行先         |
| ---- | --------- | ---- | ------------ |
| 1    | ST 瀬戸線 | 下り | 尾張瀬戸ゆき |
| 2    | ST 瀬戸線 | 上り | 栄町ゆき     |

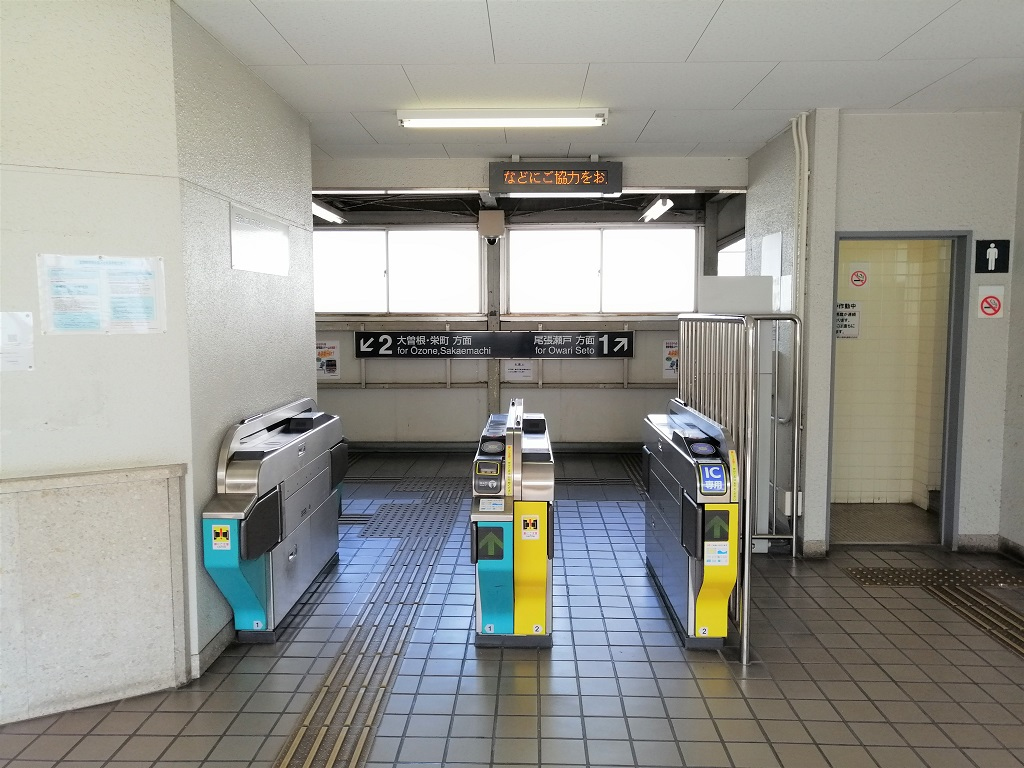
改札口
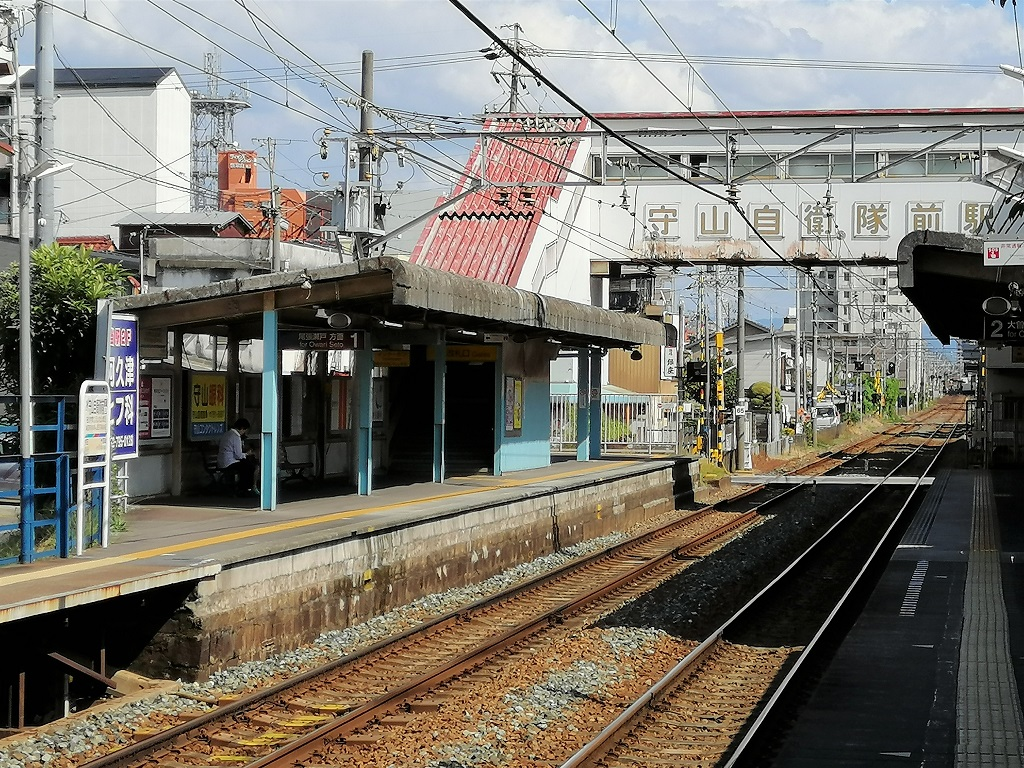
ホームと跨線橋
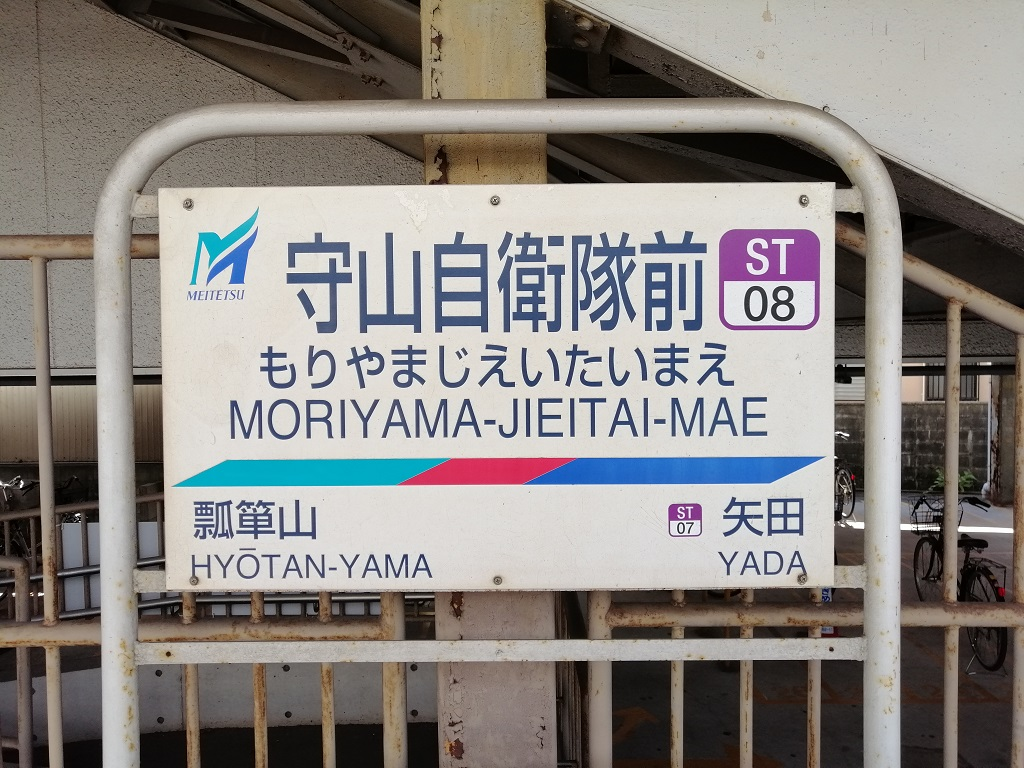
駅名標

### 配線図
| ← 尾張瀬戸方面 | 守山自衛隊前駅 構内配線略図 | → 大曽根・ 栄町方面 |
| 凡例 出典:     |                             |                     |

## 駅周辺
最寄のバス停は、守山自衛隊である。名古屋市交通局（名古屋市営バス）の路線が発着している。ゆとりーとラインの開業前は同じ場所に名鉄バスとJR東海バスの停留所も存在した。
当駅栄町寄りの矢田6号踏切は開かずの踏切に指定されているため、当駅付近の高架化事業の構想がある。
- 陸上自衛隊第10師団司令部・守山駐屯地
- 廿軒家神明社
- 名古屋市守山図書館（旧守山市役所跡地）
- 名古屋市守山生涯学習センター
- 瀬戸街道（愛知県道61号名古屋瀬戸線）
- 愛知県道30号関田名古屋線
- 名古屋ガイドウェイバスガイドウェイバス志段味線（ゆとりーとライン） 守山駅
  - 当駅出入口とは反対側のホーム西寄りに設置されている。
- 名古屋市営地下鉄名城線 砂田橋駅 - 矢田川にかかる宮前橋を挟んで約1km弱
  - 砂田橋駅が最寄りとなる名古屋中学校・高等学校は、砂田橋駅のほか当駅も利用可能な交通機関として案内している（公式ウェブサイト「本校へのアクセス」）。同様に近隣の愛知教育大学附属名古屋中学校へもアクセス可能。

## 利用状況
- 「移動等円滑化取組報告書」によれば、2020年度の1日平均乗降人員は2,178人である[6]。
- 『名鉄120年：近20年のあゆみ』によると2013年度当時の1日平均乗降人員は2,364人であり、この値は名鉄全駅（275駅）中168位、瀬戸線（20駅）中18位であった[7]。
- 『名古屋鉄道百年史』によると1992年度当時の1日平均乗降人員は3,101人であり、この値は岐阜市内線均一運賃区間内各駅（岐阜市内線・田神線・美濃町線徹明町駅 - 琴塚駅間）を除く名鉄全駅（342駅）中136位、瀬戸線（19駅）中15位であった[8]。
- 名古屋市統計年鑑によると、当駅の一日平均乗車人員は以下の通り推移している。
  - 2005年度 : 996人
  - 2006年度 : 1,027人
  - 2007年度 : 1,062人
  - 2008年度 : 1,097人
  - 2009年度 : 1,088人

## 隣の駅
名古屋鉄道
ST 瀬戸線
■急行・■準急
通過
■普通
矢田駅（ST07） - 守山自衛隊前駅（ST08） - 瓢箪山駅（ST09）